# 蓝理墓
蓝理墓，位于中国福建省漳浦县湖西畲族乡后溪村，清雍正五年（1727年）建。墓向北偏东，面积1300平方米，平面作“风”字形，三层墓埕，三合土夯筑，青石墓碑。碑周刻“卍”连续图案，碑前设青石供桌。前面两侧作六层的三合土墓手，依次外展。筑三合土水沟为界。2009年11月16日公布为第七批福建省文物保护单位。
蓝理（1649—1720），字义甫，号文山，福建漳浦人。清康熙年间随施琅部出征台湾，以平台首功加左都督，累官至福建陆路提督，从一品。